# Eucalanus monachus
Eucalanus monachus är en kräftdjursart som beskrevs av Giesbrecht 1888. Eucalanus monachus ingår i släktet Eucalanus och familjen Eucalanidae. Inga underarter finns listade i Catalogue of Life.